# People's Choice Awards 2002
La 28ª edizione dei People's Choice Awards, presentata da Kevin James, si è svolta allo Shrine Auditorium (Los Angeles)  il 13 gennaio 2002 ed è stata trasmessa dalla CBS.
In seguito sono elencate le categorie. Il relativo vincitore è stato indicato in grassetto.

## Cinema

### Film preferito
- Shrek, regia di Andrew Adamson e Vicky Jenson
- Fast and Furious (The Fast and the Furious), regia di Rob Cohen
- Pearl Harbor, regia di Michael Bay

### Attore cinematografico preferito
- Tom Hanks – Cast Away
- Mel Gibson – What Women Want - Quello che le donne vogliono (What Women Want)
- Denzel Washington – Training Day

### Attrice cinematografica preferita
- Julia Roberts – I perfetti innamorati (America's Sweethearts)
- Sandra Bullock – Miss Detective (Miss Congeniality)
- Jennifer Lopez – Angel Eyes - Occhi d'angelo (Angel Eyes)

### Attore preferito in un film drammatico
- Tom Hanks – Cast Away

### Attore preferito in un film commedia
- Eddie Murphy – Shrek
- Jim Carrey – Il Grinch (Dr. Seuss' How the Grinch Stole Christmas)
- Ben Stiller – Zoolander

## Televisione

### Serie televisiva drammatica preferita
- E.R. - Medici in prima linea (ER)

### Serie televisiva commedia preferita
- Friends
- Frasier
- Tutti amano Raymond (Everybody Loves Raymond)

### Nuova serie televisiva drammatica preferita
- Alias

### Nuova serie televisiva commedia preferita
- Tutto in famiglia (My Wife and Kids)
- The Ellen Show

### Soap opera preferita
- Il tempo della nostra vita (Days of Our Lives)

### Reality/competition show preferito
- Survivor

### Attore televisivo preferito
- Kelsey Grammer – Frasier (ex aequo)
- Ray Romano – Tutti amano Raymond (Everybody Loves Raymond) (ex aequo)

### Attrice/intrattenitrice televisiva preferita
- Jennifer Aniston – Friends
- Calista Flockhart – Ally McBeal
- Oprah Winfrey – The Oprah Winfrey Show

### Attore preferito in una nuova serie televisiva
- Damon Wayans – Tutto in famiglia (My Wife and Kids)
- Jason Alexander – Bob Patterson
- Scott Bakula – Star Trek: Enterprise

### Attrice preferita in una nuova serie televisiva
- Reba McEntire – Reba

## Musica

### Artista maschile preferito
- Garth Brooks
- Tim McGraw
- George Strait

### Artista femminile preferita
- Faith Hill

### Gruppo musicale preferito
- NSYNC